# Salles (Deux-Sèvres)
Pour les articles homonymes, voir Salles.
Salles est une commune française, située dans le département des Deux-Sèvres en région Nouvelle-Aquitaine.

## Géographie

### Climat
Pour des articles plus généraux, voir Climat de la Nouvelle-Aquitaine et Climat des Deux-Sèvres.
Historiquement, la commune est exposée à un climat océanique du nord-ouest.
En 2020, Météo-France publie une typologie des climats de la France métropolitaine dans laquelle la commune est exposée à un climat océanique et est dans la région climatique  Poitou-Charentes, caractérisée par un bon ensoleillement, particulièrement en été et des vents modérés.
Pour la période 1971-2000, la température annuelle moyenne est de 11,9 °C, avec une amplitude thermique annuelle de 14,5 °C. Le cumul annuel moyen de précipitations est de 902 mm, avec 12,9 jours de précipitations en janvier et 7 jours en juillet. Pour la période 1991-2020, la température moyenne annuelle observée sur la station météorologique la plus proche, située sur la commune de Saint-Maixent-l'École à 9 km à vol d'oiseau, est de 13,4 °C et le cumul annuel moyen de précipitations est de 940,4 mm,. Pour l'avenir, les paramètres climatiques de la commune estimés pour 2050 selon différents scénarios d’émission de gaz à effet de serre sont consultables sur un site dédié publié par Météo-France en novembre 2022.

## Urbanisme

### Typologie
Au 1er janvier 2024, Salles est catégorisée commune rurale à habitat dispersé, selon la nouvelle grille communale de densité à sept niveaux définie par l'Insee en 2022.
Elle est située hors unité urbaine et hors attraction des villes,.

### Occupation des sols
L'occupation des sols de la commune, telle qu'elle ressort de la base de données européenne d’occupation biophysique des sols Corine Land Cover (CLC), est marquée par l'importance des territoires agricoles (95,8 % en 2018), une proportion sensiblement équivalente à celle de 1990 (95,4 %). La répartition détaillée en 2018 est la suivante : 
terres arables (86 %), prairies (5,8 %), zones urbanisées (4,2 %), zones agricoles hétérogènes (4 %). L'évolution de l’occupation des sols de la commune et de ses infrastructures peut être observée sur les différentes représentations cartographiques du territoire : la carte de Cassini (XVIIIe siècle), la carte d'état-major (1820-1866) et les cartes ou photos aériennes de l'IGN pour la période actuelle (1950 à aujourd'hui).

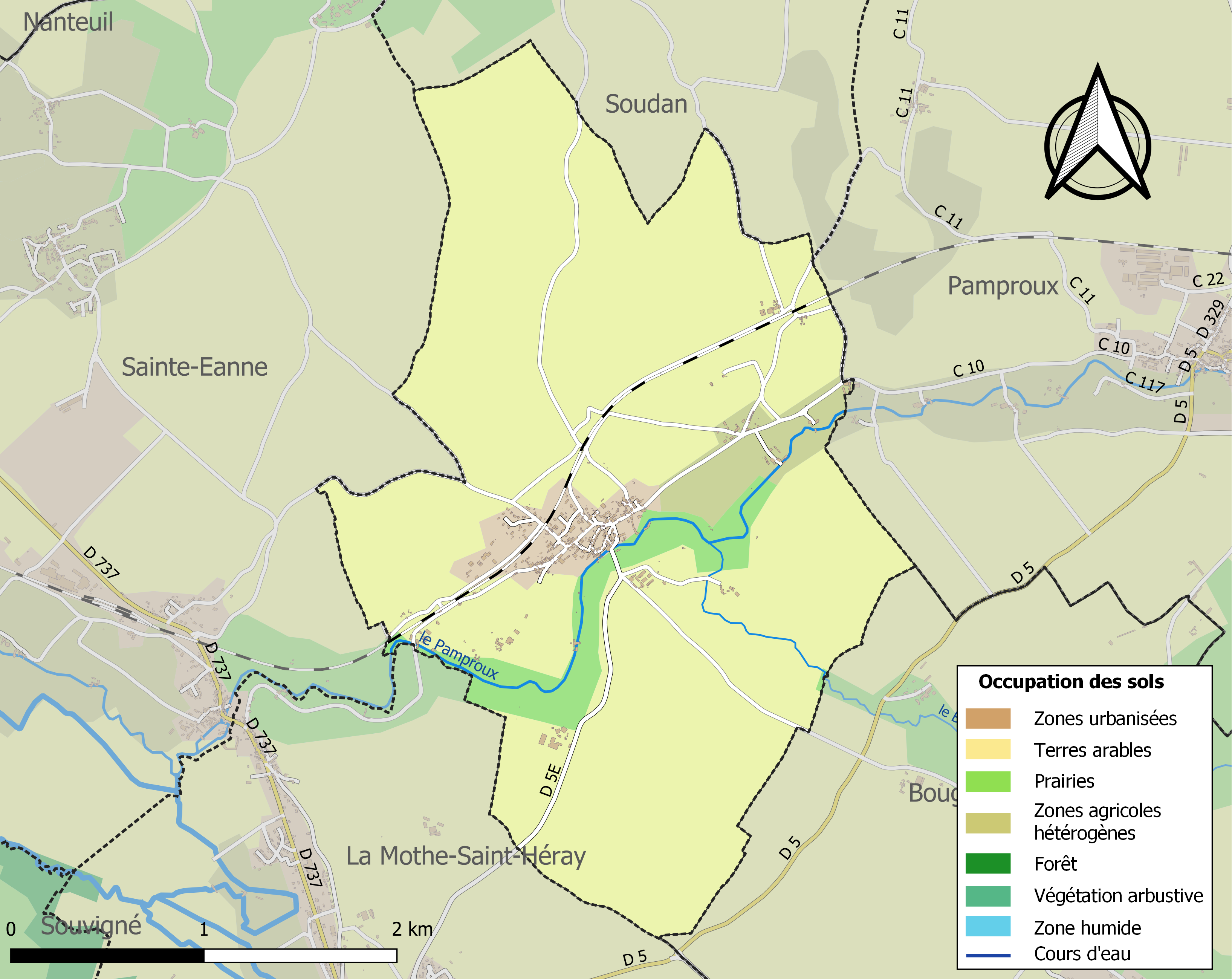
Carte des infrastructures et de l'occupation des sols de la commune en 2018 (CLC).

### Risques majeurs
Le territoire de la commune de Salles est vulnérable à différents aléas naturels : météorologiques (tempête, orage, neige, grand froid, canicule ou sécheresse), inondations, mouvements de terrains et séisme (sismicité modérée). Il est également exposé à un risque technologique, le transport de matières dangereuses. Un site publié par le BRGM permet d'évaluer simplement et rapidement les risques d'un bien localisé soit par son adresse soit par le numéro de sa parcelle.

#### Risques naturels
Certaines parties du territoire communal sont susceptibles d’être affectées par le risque d’inondation par débordement de cours d'eau. La commune a été reconnue en état de catastrophe naturelle au titre des dommages causés par les inondations et coulées de boue survenues en 1982, 1983, 1995, 1999 et 2010,.

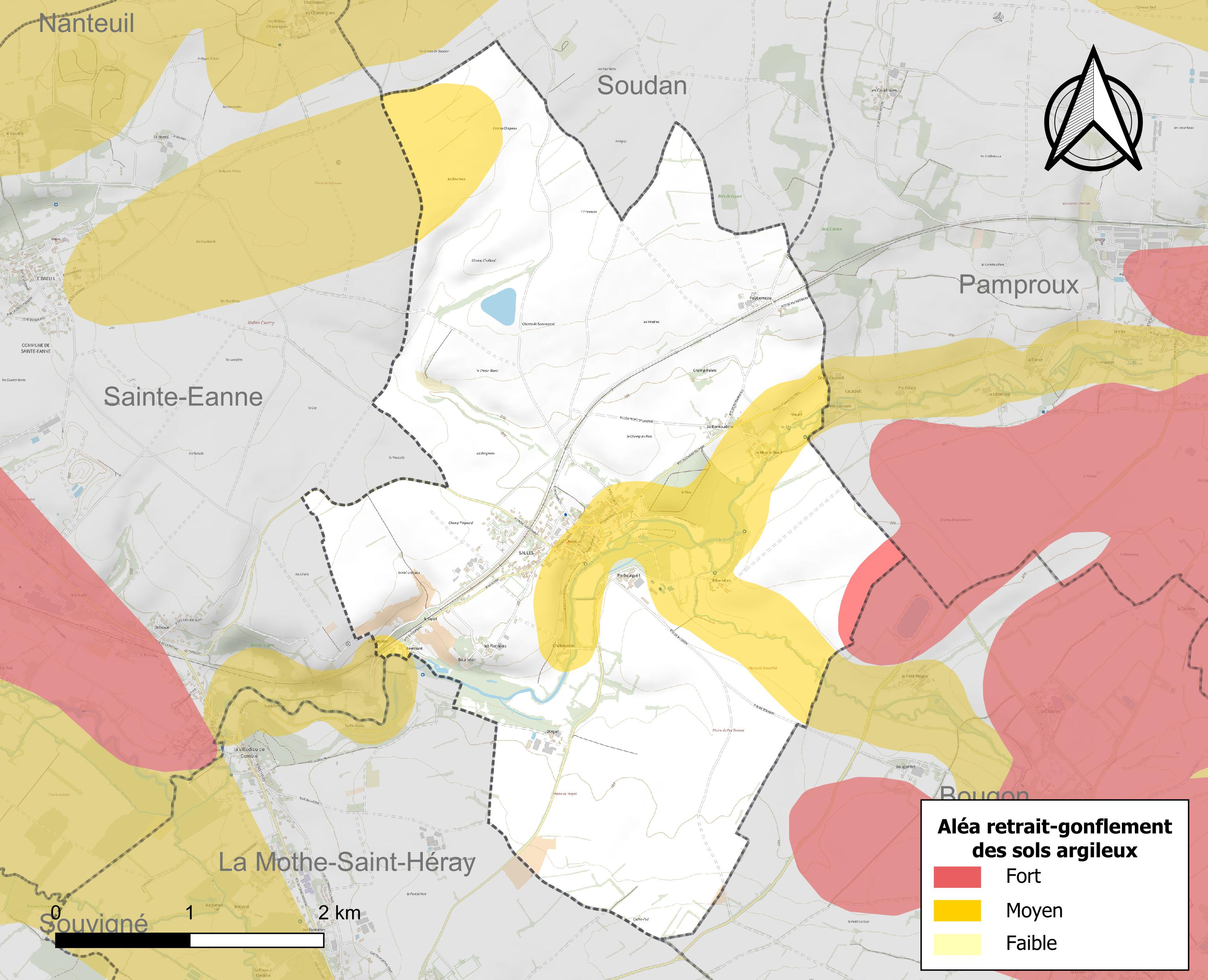
Carte des zones d'aléa retrait-gonflement des sols argileux de Salles.

Les mouvements de terrains susceptibles de se produire sur la commune sont des tassements différentiels. Le retrait-gonflement des sols argileux est susceptible d'engendrer des dommages importants aux bâtiments en cas d’alternance de périodes de sécheresse et de pluie. 19,8 % de la superficie communale est en aléa moyen ou fort (54,9 % au niveau départemental et 48,5 % au niveau national). Depuis le 1er octobre 2020, en application de la loi ELAN, différentes contraintes s'imposent aux vendeurs, maîtres d'ouvrages ou constructeurs de biens situés dans une zone classée en aléa moyen ou fort,.
La commune a été reconnue en état de catastrophe naturelle au titre des dommages causés par des mouvements de terrain en 1999 et 2010.

## Économie
Un moulin était à l'époque présent et faisait de la farine fine, qui avait l'appellation Farine royale de France. Il y a eu ensuite une importante filature de draps et de tissage qui a fonctionné jusqu'après la Première Guerre mondiale. Une centaine de personnes y était employée. Pendant la Seconde Guerre, le lieu a été utilisé comme quartier général par les Allemands. Aujourd'hui, les bâtiments de la filature sont habités et en rénovation (propriété privée). La maison de maître qui se trouve à proximité et qui appartient à un autre propriétaire, est en location aujourd'hui.

## Histoire
Le site de Salles fut occupé très tôt. Trois sites archéologiques sont actuellement répertoriés :
- les Vinettes ;
- les Dognons ;
- les Chirons.

Dès le haut Moyen Âge, une famille issue d'un abbé de Saint-Maixent (Maintrolle) devient seigneur de Salles. Celle-ci est une paroisse en 1210 lorsque Pierre Maintrolle construit avec les moines de Saint-Maixent une église placée sous le patronage de saint Martin.
La domination de la famille Maintrolle dure jusqu'au milieu du XVe siècle. La seigneurie est alors vendue à Philippe Gillier, seigneur de la Villedieu de Comblé (près de La Mothe-Saint-Héray). La famille de Sainte-Maure Montausier, après le mariage de François de Sainte-Maure avec Louise Gillier, dame de Salles, est en possession de la baronnie. À la mort de Charles de Sainte-Maure, marquis de Salles puis duc de Montausier, sa fille épouse Emmanuel de Crussol, duc d'Uzès, pair de France qui prend les titres de Montausier.
Puis les Aitz de Mesmy, les Green de Saint-Marsault enfin de Lescours. Cette dernière famille fait construire une filature. Le comte de Lescours fut également député des Deux-Sèvres.

## Héraldique
| Blason | Blasonnement : De gueules au poignard versé d’or. |

## Politique et administration

### Liste des maires
Camille Lacroix ( 9 février 1912 - 11 août 1986) a été maire de la commune de Salles de 1951 à 1986, d'ailleurs, une salle polyvalente qui a été  inauguré le 7 septembre 2024 porte son nom en hommage à son rôle dans la commune.
| Période    | Période  | Identité       | Étiquette | Qualité |
| ---------- | -------- | -------------- | --------- | ------- |
| avant 1995 | ?        | Claude Bonnet  |           |         |
| mars 2008  | En cours | Régis Billerot |           |         |

## Politique environnementale
Dans son palmarès 2024, le Conseil national de villes et villages fleuris de France a attribué une fleur à la commune.

## Démographie
À partir du XXIe siècle, les recensements réels des communes de moins de 10 000 habitants ont lieu tous les cinq ans. Pour Salles, cela correspond à 2006, 2011, 2016, etc. Les autres dates de « recensements » (2009, etc.) sont des estimations légales.
| 1793 | 1800 | 1806 | 1821 | 1831 | 1836 | 1841 | 1846 | 1851 |
| ---- | ---- | ---- | ---- | ---- | ---- | ---- | ---- | ---- |
| 431  | 440  | 418  | 478  | 452  | 496  | 477  | 572  | 619  |

| 1856 | 1861 | 1866 | 1872 | 1876 | 1881 | 1886 | 1891 | 1896 |
| ---- | ---- | ---- | ---- | ---- | ---- | ---- | ---- | ---- |
| 637  | 631  | 612  | 604  | 603  | 624  | 614  | 620  | 640  |

| 1901 | 1906 | 1911 | 1921 | 1926 | 1931 | 1936 | 1946 | 1954 |
| ---- | ---- | ---- | ---- | ---- | ---- | ---- | ---- | ---- |
| 650  | 620  | 570  | 516  | 486  | 447  | 422  | 386  | 385  |

| 1962 | 1968 | 1975 | 1982 | 1990 | 1999 | 2006 | 2011 | 2016 |
| ---- | ---- | ---- | ---- | ---- | ---- | ---- | ---- | ---- |
| 370  | 394  | 336  | 296  | 307  | 337  | 353  | 342  | 333  |

| 2021 | 2022 | - | - | - | - | - | - | - |
| ---- | ---- | - | - | - | - | - | - | - |
| 325  | 323  | - | - | - | - | - | - | - |

## Lieux et monuments
- Église Saint-Martin de Salles. Le Chœur roman a été inscrit au titre des monuments historique en 1997[26].

## Personnalités liées à la commune
- Charles de Sainte-Maure (1610-1690), baron de Montausier, marquis de Salles, duc de Montausier, gouverneur du Grand Dauphin, gouverneur de l'Angoumois, gouverneur de Normandie.
Marié à Julie d'Angennes, fille de madame de Rambouillet, il l'épousa en 1645 après l’avoir fréquenté 15 ans. Il eut Julie Marie qui épousa Emmanuel de Crussol d'Uzès, duc d'Uzès, pair de France. Il composa avec la plupart des habitués de l’hôtel de Rambouillet, la Guirlande de Julie, suite de madrigaux où la beauté de Julie est comparée aux fleurs.